# Lynn Vidali
Lynn Vidali   (San Francisco, 26 de maig de 1952), coneguda de casada com a Lynn Gautschi, és una nedadora estatunidenca, ja retirada, especialista en estils, que va competir durant les dècades de 1960 i 1970.
El 1968 va prendre part en els Jocs Olímpics d'Estiu de Ciutat de Mèxic on va guanyar la medalla de plata en els 400 metres estils del programa de natació. Quatre anys més tard, als Jocs de Múnic, va disputar tres proves del programa de natació. Guanyà la medalla de bronze en els 200 metres estils, mentre en els 400 metres estils fou setena i en els 100 metres braça quedà eliminada en sèries.
En el seu palmarès també destaca el fet de posseir el rècord mundial dels 200 metres estils i els 4x100 metres estils.